# Молодёжный (Сасовский район)
Молодёжный — посёлок в Сасовском районе Рязанской области России.
Входит в состав Глядковского сельского поселения.

## Географическое положение
Посёлок находится в центральной части Сасовского района, в 3 км к северу от центральной площади райцентра.
Ближайшие населённые пункты:

— село Темгенево в 2,5 км к северо-востоку по асфальтированной дороге;

— город Сасово примыкает с юга
— посёлок Сасовский в 1,5 км к юго-западу по грунтовой (в 3 км по асфальтированной) дороге;

— село Фроловское в 3 км к северо-западу по грунтовой (в 6,5 км по асфальтированной) дороге.
Ближайшая железнодорожная станция Сасово в 3 км к югу по асфальтированной дороге.

## Природа

#### Климат
Климат умеренно континентальный с умеренно жарким летом (средняя температура июля +19 °С) и относительно холодной зимой (средняя температура января −11 °С). Осадков выпадает около 600 мм в год.

## История
С 2004 г. и до настоящего времени входит в состав Глядковского сельского поселения.
До этого момента входил в Темгеневский сельский округ.

## Население
| 2010 |
| ---- |
| 229  |

## Инфраструктура

#### Инженерная инфраструктура
Электроэнергию село получает по транзитной ЛЭП 10 кВ от подстанции 110/10 кВ «Цна».